# Huile de graines
Une huile végétale est aussi dite huile de graines lorsqu'elle est obtenue à partir de la graine d'un végétal, les matières grasses étant alors issues de l'albumen. La plupart des huiles alimentaires sont des huiles de graines, comme l'huile de colza, de lin ou de tournesol.

## Liste non exhaustive
- Beurre de karité
- Huile d'amande
- Huile d'arachide
- Huile d'argan
- Huile de bourrache
- Huile de carthame
- Huile de cumin noir
- Huile de coco
- Huile de colza
- Huile de coton
- Huile de fève tonka
- Huile de figue de Barbarie
- Huile de graines de courge
- Huile de jatropha
- Huile de jojoba
- Huile de lin
- Huile de macadamia
- Huile de maïs
- Huile de mangue
- Huile de moutarde
- Huile de neem
- Huile de noisette
- Huile de noix
- Huile de noyau de cerise
- Huile d'œillette
- Huile de palmiste
- Huile de pépins de pomme
- Huile de pépins de raisin
- Huile de ricin
- Huile de sésame
- Huile de soja
- Huile de tournesol
- Huile de tung

## Méthodes d'extraction

### Pressage à froid
Le pressage à froid consiste à écraser les graines à basse température afin de libérer les huiles. Les huiles pressées à froid ont un goût neutre par rapport à celles extraites par d'autres méthodes, notamment les extractions se déroulant à chaud. Cependant ce procédé présente une faible productivité et une qualité inconsistante.